# Diocese de Bariloche
A Diocese de San Carlos de Bariloche (latim: Dioecesis Sancti Caroli Vurilocensis) é uma circunscrição eclesiástica da Igreja Católica sediada em Bariloche, na província argentina de Rio Negro. Foi erigida em 22 de julho de 1993 pelo Papa João Paulo II por meio da bula "In hac beati", sendo desmembrada da Diocese de Viedma e se tornando sufragânea da Arquidiocese de Bahía Blanca. Seu atual bispo é Juan Carlos Ares que governa a diocese desde 2023 e sua sé episcopal é a Catedral de São Carlos Borromeu. 
Possui 19 paróquias assistidas por 26 sacerdotes e cerca de 70,8% da população jurisdicionada é batizada.

## Prelados
|        | Nome                                  | Período   | Notas                             |
| Bispos | Bispos                                | Bispos    | Bispos                            |
| ------ | ------------------------------------- | --------- | --------------------------------- |
| 4º     | Juan Carlos Ares                      | 2023-     | Atual                             |
| 3º     | Juan José Chaparro Stivanello, C.M.F. | 2013-2022 | Nomeado Bispo de Merlo-Moreno     |
| 2º     | Fernando Carlos Maletti               | 2001-2013 | Nomeado Bispo de Merlo-Moreno     |
| 1º     | Rubén Oscar Frassia                   | 1993-2000 | Nomeado Bispo de Avellaneda-Lanús |

## Território
A Diocese de San Carlos de Bariloche abrange cinco departamentos de Rio Negro. São eles:
- Bariloche
- Ñorquinco
- Pilcaniyeu
- Veinticinco de Mayo
- Nueve de Julio